# 十月事件
十月事件（じゅうがつじけん）とは、1931年（昭和6年）10月の決行を目標として日本陸軍の中堅幹部によって計画された、クーデター未遂事件である。別名錦旗革命事件（きんきかくめいじけん）。

## 背景
1931年当時、陸軍内部においては、社会革新を目指す若手将校の集まりとして、桜会と一夕会があった。一夕会は荒木貞夫を立てて、省内ポストの占有による社会革新を計画していたのに対し、桜会の中の急進派は、クーデターによる昭和維新を目標としていた。
一旦は三月事件が失敗に終わったが、1931年9月18日、一夕会の林銑十郎や石原莞爾らが中心となって満州事変が勃発。日本政府（第2次若槻内閣）は当初は不拡大・局地解決の方針であったが関東軍および朝鮮軍による戦域拡大がなし崩し的に追認され、両軍は満洲を席巻する。この動きに呼応するべく、桜会が中心となり、大川周明・北一輝らの一派と共に政変を計画した。

## 計画の概要

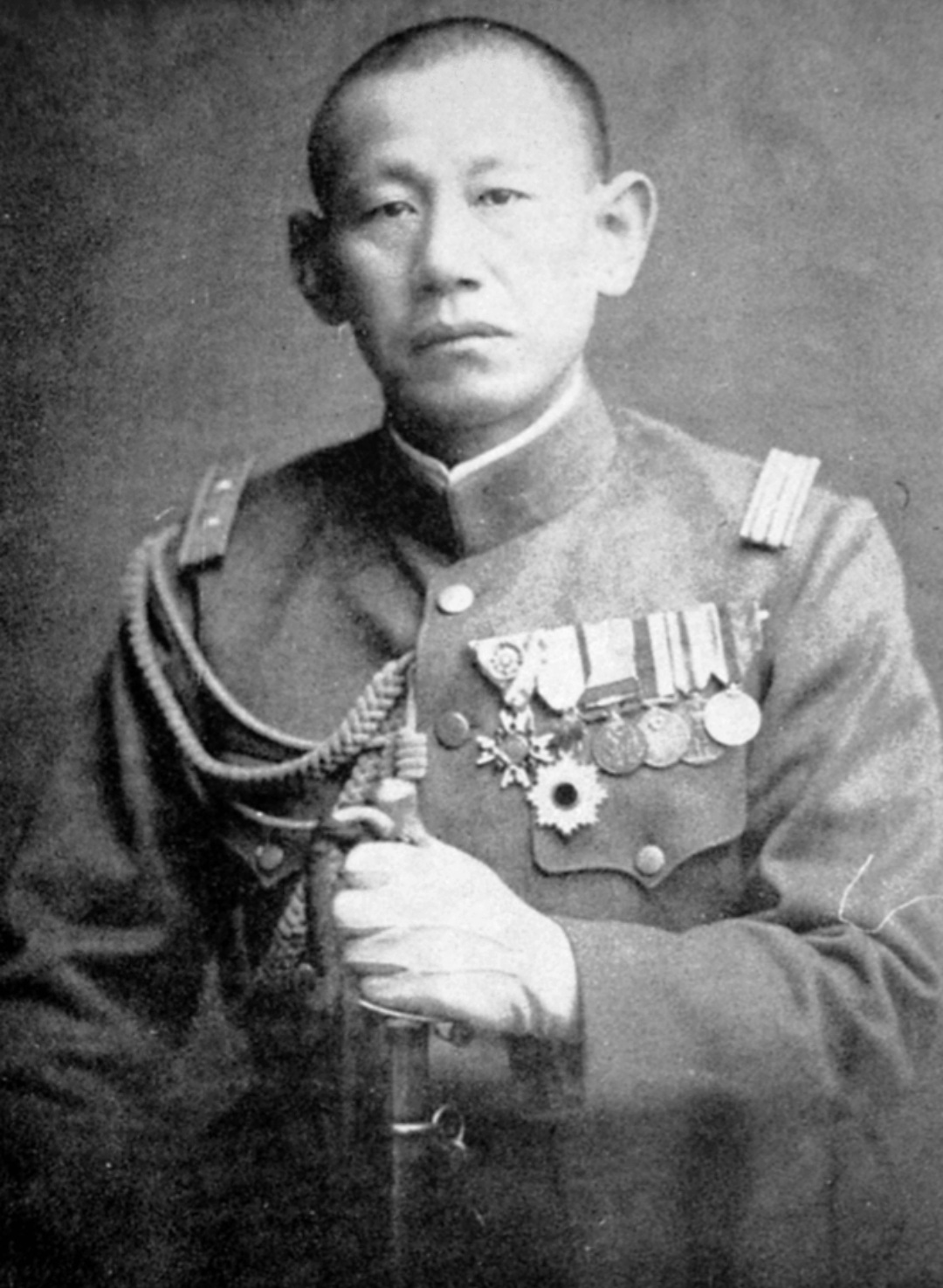
橋本欣五郎（1931年）

十月事件の計画概要は、軍隊を直接動かし、要所を襲撃し、首相以下を暗殺するというもので、決行の日を10月24日（土曜日）早暁と定め、関東軍が日本から分離独立する旨の電報を政府に打ち、それをきっかけに政変に突入するというものであった。
具体的には桜会の構成員など将校120名、近衛師団の歩兵10個中隊、機関銃1個中隊、第1師団歩兵第3連隊、海軍爆撃機13機、陸軍偵察機、抜刀隊10名を出動させ、首相官邸・警視庁・陸軍省・参謀本部を襲撃、若槻禮次郎首相以下閣僚を斬殺および捕縛。その後閑院宮載仁親王や東郷平八郎・西園寺公望らに急使を派遣し、組閣の大命降下を上奏させ、荒木を首相に、さらに大川を蔵相に、橋本欣五郎中佐を内相に、建川美次少将を外相に、北を法相に、長勇少佐を警視総監に、小林省三郎少将を海相にそれぞれ就任させ、軍事政権を樹立する、という流れが計画の骨子となる。
計画は先の三月事件の失敗から陸軍の中枢部には秘匿されたまま橋本ら佐官級を中心に進められた。当初、外部の民間右翼からは大川周明、岩田愛之助が加わっていたが、その後北一輝・西田税が参加した。その他在郷軍人への働きかけも行われ、鎌倉の牧野伸顕内大臣の襲撃は海軍が引き受けていた。また、大本教の出口王仁三郎とも渡りをつけており、信徒40万人を動員した支援の約束も取り付けていたし、赤松克麿・亀井貫一郎らの労働組合も動く手筈となっていた。
『橋本大佐の手記』によれば、東郷平八郎自身もこの計画を知っており、参内・奏上に同意していたとあるが、荒木貞夫の談話では東郷は知らなかったとされ、荒木自身も計画には加わっていなかったことから、計画に挙がっていた新内閣の構想は単なる目標に過ぎず、その先の日本の政治や経済についてどのようにするかについては無計画であった。

## 発覚
この計画は10月16日には陸軍省や参謀本部の中枢部へ漏れ、翌17日早朝に橋本欣五郎・長勇・田中弥・小原重孝・和知鷹二・根本博・天野辰夫といった中心人物が憲兵隊により一斉に検挙される。計画がどこから漏れたのかについては諸説あるが、根本が参謀本部の今村均に漏らしたとする説、西田が宮中に情報を売ったとする説など様々であるが、先の荒木の談話に寄れば西田が東郷へ出馬を促しに行き、その連絡を荒木にしたことから発覚したとされている。大内力は、この計画ははじめから実行に移す予定はなく、それをネタに政界や陸軍の中央部を脅迫することで政局の転換を図ることが目的であったと推測しており、事実、荒木を含めこの計画を知った軍の首脳部は事態の収拾に率先して動き、次第に政権の主導権を獲得していくこととなった。

## 処分
十月事件首謀者に対する責任の追及は、永田鉄山（一夕会）らによる極刑論も一部あったものの、同志の助命を橋本に嘆願された杉山茂丸が、西園寺に口添えを行ったり、橋本の盟友である石原莞爾が陸軍首脳部に圧力をかけたりすることで、結果的には曖昧なままにされることとなった。橋本は重謹慎20日、長・田中は同10日といった処分の後、地方や満州に転勤という軽いもので、これは軍部において桜会の勢力が依然強大であったことを示している。しかし、この事件をきっかけとして桜会は事実上の解体を余儀なくされた

## 影響
十月事件が齎した影響としては大きく3つが挙げられる。一つは若槻内閣の倒閣、二つ目に陸軍内部の勢力変化、そして三つ目に民間右翼の活動に刺激を与えたことである。
満洲事変の最中に発生した十月事件を前に動揺した若槻首相は辞意を漏らすようになり、民政党の安達謙蔵・中野正剛や政友会の久原房之助・床次竹二郎が連携することで「協力内閣」（大連立）の構想を展開した。最終的には若槻内閣が閣内不統一に陥り、1931年12月11日に総辞職、犬養内閣へと変わった。しかし、この大連立の陰謀が、憲政の常道の根幹である政党内閣制への世論の信頼を毀損することになり、翌年の五・一五事件の際に後継内閣を巡る混乱と、憲政の常道の放棄へと至ることになる。
一方、陸軍の権力構造では、桜会の壊滅にともない一夕会が宇垣閥をしのぐ力を持つようになり、荒木貞夫が陸相に就任、配下の者が幕僚を占め、政府主導の社会革新を行うようになる。北・西田の一派はこの図式に失望の念を抱いて、省内の一夕会の幕僚ではなく、陸士卒業の下級将校（青年将校）に接近する。やがて彼らは荒木を担いで省内の幕僚たちと対立、それぞれ皇道派と統制派となって一夕会は分裂し、抗争を続けることになり、のちの栗原安秀による救国埼玉青年挺身隊事件や村中孝次・磯部浅一らによる陸軍士官学校事件へと繋がっていった。
また、民間右翼の間にも軍部に頼らず、自分達の力で何とかしなければ、という想いが強くなり、この思想は後の血盟団事件へと発展していくこととなった。この動きは皇道派の青年将校と結びつき、1936年、二・二六事件として暴発することになる。

## 関連作品
映画
- 重臣と青年将校 陸海軍流血史（1958年）